# Aviñonet
Aviñonet o Aviñonet de Puig Ventós (oficialmente en catalán Avinyonet de Puigventós) es un municipio y localidad española de la provincia de Gerona, en la comunidad autónoma de Cataluña. El término municipal, ubicado en la comarca del Alto Ampurdán, tiene una población de 1684 habitantes (INE 2024).

## Símbolos
El escudo de Aviñonet se define por el siguiente blasón:

Escudo losonjado: de argén, un sarmiento de viña pámpanado de sinople y frutado de uva de púrpura; el pie de gules, una cruz plena de argén. Por timbre una corona mural de pueblo.

Fue aprobado el 5 de julio de 1984. El racimo de uva es un elemento parlante que recuerda la «viña» asociada al nombre del pueblo. La cruz de argén sobre campo de gules es la cruz hospitalaria; de hecho, Aviñonet fue el centro de una comanda del orden de San Juan de Jerusalén en el año 1257.

## Historia

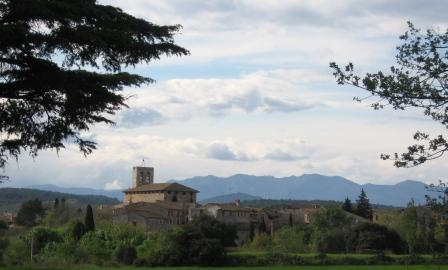
Castillo de Aviñonet

Hasta la reforma de la nomenclatura municipal de 1916 el municipio se llamaba simplemente Aviñonet. En dicha fecha su nombre fue modificado por el de Aviñonet de Puig Ventós.

## Demografía
Aviñonet cuenta con una población de 1684 habitantes (INE 2024).
| Gráfica de evolución demográfica de Aviñonet entre 1842 y 2021 |
| |
| Población de derecho según los censos de población del INE Población de hecho según los censos de población del INEEn estos censos se denominaba Aviñonet: 1842, 1857, 1860, 1877, 1887, 1897, 1900 y 1910 En estos censos se denominaba Aviñonet de Puig Ventós: 1920, 1930, 1940, 1950, 1960, 1970 y 1981 |

| 1497 | 1515 | 1553 | 1717 | 1787 | 1857 | 1877 | 1887 | 1900 |
| ---- | ---- | ---- | ---- | ---- | ---- | ---- | ---- | ---- |
| 21   | 24   | 29   | 269  | 194  | 625  | 656  | 635  | 546  |

| 1910 | 1920 | 1930 | 1940 | 1950 | 1960 | 1970 | 1981 | 1990 |
| ---- | ---- | ---- | ---- | ---- | ---- | ---- | ---- | ---- |
| 571  | 590  | 522  | 460  | 436  | 411  | 369  | 356  | 391  |

| 1992 | 1994 | 1996 | 1998 | 2000 | 2002 | 2004 | 2006 | 2019 |
| ---- | ---- | ---- | ---- | ---- | ---- | ---- | ---- | ---- |
| 466  | 454  | 473  | 537  | 618  | 805  | 983  | 1241 | 1610 |

## Administración y política
| Periodo   | Nombre                         | Partido |
| --------- | ------------------------------ | ------- |
| 1999-2003 | Antoni Badia                   | CiU     |
| 2003-2007 | Maria Terradas Bosch           | CiU     |
| 2007-2011 | Josep Maria Bartolomé Foraster | CiU     |
| 2011-2015 | Josep Maria Bartolomé Foraster | CiU     |
| 2015-2019 | Josep Maria Bartolomé Foraster | CDC     |